# Холокост в Толочинском районе
Холокост в Толо́чинском районе — систематическое преследование и уничтожение евреев на территории Толочинского района Витебской области оккупационными властями нацистской Германии и коллаборационистами в 1941—1944 годах во время Второй мировой войны, в рамках политики «Окончательного решения еврейского вопроса» — составная часть Холокоста в Белоруссии и Катастрофы европейского еврейства.

## Геноцид евреев в районе
9 июля 1941 года Толочинский район был уже полностью захвачен немецкими войсками, и оккупация продлилась до июля 1944 года. По новому нацистскому административному делению район вошёл в состав территории, административно отнесенной к штабу тыла группы армий «Центр».
Для осуществления политики геноцида и проведения карательных операций сразу вслед за войсками в район прибыли карательные подразделения войск СС, айнзатцгруппы, зондеркоманды, тайная полевая полиция (ГФП), полиция безопасности и СД, жандармерия и гестапо. Практически сразу они отделяли евреев от остальных жителей и убивали их или загоняли в гетто.
Во всех крупных деревнях района были созданы районные управы и полицейские гарнизоны из коллаборационистов. Ещё до осени 1941 года во всех населенных пунктах района были назначены старосты (солтысы).
Уже с первых дней оккупации района немцы начали грабить и убивать евреев. Подобные «акции» (таким эвфемизмом гитлеровцы называли организованные ими массовые убийства) повторялись множество раз во многих местах. В тех населенных пунктах, где евреев убили не сразу, их содержали в условиях гетто вплоть до полного уничтожения.
В гетто евреям под страхом смерти запрещалось: появляться без опознавательных знаков (нашитые на одежду округлые жёлтые латы или шестиконечные звёзды), без разрешения выходить за территорию гетто, менять место проживания внутри гетто, пользоваться тротуарами, заходить в парки и другие общественные места и многое другое.
Вплоть до самого уничтожения евреев из гетто использовали на самых грязных и тяжёлых принудительных работах, от чего многие умерли от истощения, голода и болезней при полном отсутствии медицинской помощи.

## Гетто
Реализуя нацистскую программу уничтожения евреев, немцы создавали гетто почти во всех городах и населённых пунктах Беларуси, где проживало еврейское население. Так и в Толочинском районе оккупанты организовали 5 гетто:
- в гетто в Коханово (сентябрь 1941 — январь 1942) были убиты более 300 евреев[12].
- в гетто в Обольцах (14 августа 1941 — 2 июня 1942) были убиты около 150 евреев[12].
- в гетто в Словенях[бел.] (лето 1941 — 16 марта 1942) были убиты десятки евреев.
- в гетто в Славном[бел.] (9 июля 1941 — 15 марта 1942) были убиты более 140 евреев[12].
- в гетто Толочина (сентябрь 1941 — 13 марта 1942) нацисты убили более 2000 евреев[12].

## Случаи спасения и «Праведники народов мира»
В Толочинском районе 3 человека были удостоены почетного звания «Праведник народов мира» от израильского Мемориального комплекса Катастрофы и героизма еврейского народа «Яд Вашем» «в знак глубочайшей признательности за помощь, оказанную еврейскому народу в годы Второй мировой войны».
- Боровский Иван — за спасение Борода Маши в деревне Слободка[13].
- Зайцев Тит — за спасение Борода Маши в Толочине[14].
- Плескач Ольга — за спасение Хацкевич Ольги и её сына Леонарда в деревне Хохловка[15].

## Память
Памятники евреям, убитым нацистами на территории Толочинского района, установлены в Коханово, в Орше (на месте перезахоронения евреев из Обольцов), в Словенях, в Славном и Толочине.
Опубликованы неполные списки погибших.
В лесу у деревни Матиёво, в урочище Долгово болото, в 1941—1942 годах были расстреляны множество людей — в основном, евреев, и также советских активистов, партийных работников и подпольщиков. В 1963 году останки убитых собрали и перезахоронили в одну могилу. В 1967 году на ней установили памятник с изображением старика и женщины с ребёнком.